# 수전 설리번
수전 설리번(Susan Sullivan, 1942년 11월 18일 ~ )은 미국의 배우이다.

## 출연 작품
- 캐슬 7 (2014)
- 캐슬 6 (2013)
- 캐슬 5 (2012)
- 캐슬 1 (2009)
- 더 나인 (2006)
- 49 업 (2005)
- 희망과 신념 (2003)
- 퍼즐드 (2001)
- 저스티스 리그 (2001)
- 저징 에이미 (1999)
- 쇼 & 텔 (1998)
- 42 업 (1998)
- 내 남자친구의 결혼식 (1997)
- 더 드류 캐리 쇼 (1995)
- 다니엘 스틸 - 그래서 그들은 사랑할 수 있었다 (1994)
- 35 업 (1991)
- 천사의 분노 2 (1986)
- 28 업 (1985)
- 천사의 분노 (1983)
- 이혼 연습 (1980)
- 킬러의 기쁨 (1978)
- 더 뉴 매버릭 (1978)
- 21 업 (1977)
- 두 얼굴의 사나이 (1977)
- 미드웨이 (1976)
- 코작 (1973)
- 명탐정 바나비 존즈 (1973)